# Simenchelys
Simenchelys is een monotypisch geslacht van straalvinnige vissen uit de familie van de kuilalen (Synaphobranchidae).

## Soort
Simenchelys parasitica T. N. Gill, 1879